# Saxofón soprano

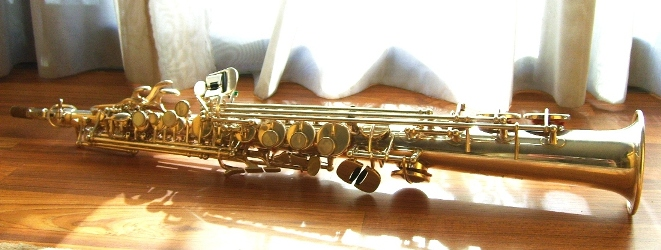
Saxofón soprano

 El saxofón soprano es un instrumento de viento-madera perteneciente a la familia del saxofón.
Posee una caña (lengüeta, que es la porción de madera ubicada en la boquilla que le da el sonido al instrumento) más pequeña que muchos de los otros saxofones exige una mayor presión de aire para que vibre y por lo tanto para que suene, y exige también un mayor control de la embocadura ya que un pequeño cambio produce una variación de afinación y sonido. Por su dificultad no es recomendado para iniciarse en el estudio del saxofón, en realidad ninguno de la familia de los saxofones agudos es recomendado, comenzando desde el soprano, es decir: soprano, sopranino y soprillo. Está afinado en Si♭.

## Registro
El registro del saxofón soprano es una octava más alta que el saxofón tenor y una más baja que el soprillo. Tiene una tesitura desde el Si♭ (bemol) hasta el Fa♯ (sostenido) o hasta el Sol, dependiendo de su construcción. Los modelos anteriores a 1900 suelen acabar en Fa.
La construcción habitual de los sopranos modernos es de instrumentos que empiezan en La♭ (Si♭ en la partitura) y acabando en su mayoría en Mi (escrito como un Fa♯). Sin embargo, hay algunos sopranos de gama alta que empiezan en Si♭ y acaban incluso en Sol, dándole mayor amplitud. Normalmente, los sopranos de alta gama de Yamaha poseen dicha llave.
En el soprano moderno es posible alcanzar el Sol sobreagudo, pero habría que alcanzarlo mediante armónicos si no se poseyese esa llave alternativa, técnica bastante difícil. Además, no deja oportunidad para los trinos.

## Historia
Uno de los primeros exponentes en popularizar el saxofón soprano fue el músico de jazz Sidney Bechet (1897-1959, contemporáneo de Louis Armstrong), pero en sus comienzos no fue uno de los ejemplares más cotizados por los instrumentistas.
Además de Bechet, algunos instrumentistas de jazz conocidos por ejecutarlo son: Jan Garbarek, Dave Liebman, Steve Lacy, John Surman, John Coltrane (sobre todo en su My Favorite Things, de 1961), James Carter, Branford Marsalis, Alfonzo Blackwell, Najee, Dave Koz, Kenny G, Jane Ira Bloom, Bob Wilber, Olivier Franc, Jacques Gauthé, Marcos Miranda, Vladimir Mego, Wayne Shorter y Grover Washington, Jr.

## Construcción
Su construcción es bastante más crítica que la de los saxofones de un rango más bajo, pues un pequeño desplazamiento en la ubicación de sus hoyos significará una gran variación en afinación.
En sus comienzos se le encontraba sólo en forma recta y construido de una sola pieza, pero hoy en día abundan diferentes configuraciones. Por ejemplo es habitual encontrar el soprano recto, con tudeles intercambiables, es decir, poder elegir entre usar un tudel recto o curvo (que proporciona algo más de comodidad para tocar).
Pero también existe en forma curva (como un mini saxofón alto), y con uno o los dos extremos curvos (el que tiene los dos extremos curvos se le denomina saxello o semicurvo).
Marcas de prestigio para este tipo de saxofón son: Selmer París, Borgani, Yanagisawa, Keilwerth, Yamaha (línea Custom) YSS675 y YSS875EX y también Amati Denak ASS83PBNS.